# Локслі (Алабама)
Локслі (англ. Loxley) — місто (англ. town) в США, в окрузі Болдвін штату Алабама. Населення — 3710 осіб (2020).

## Географія
Локслі розташоване за координатами 30°41′10″ пн. ш. 87°44′23″ зх. д. / 30.68611° пн. ш. 87.73972° зх. д. (30.686187, -87.739629).  За даними Бюро перепису населення США в 2010 році місто мало площу 83,45 км², з яких 82,49 км² — суходіл та 0,96 км² — водойми.

## Демографія
Згідно з переписом 2010 року, у місті мешкали 1632 особи в 643 домогосподарствах у складі 453 родин. Густота населення становила 20 осіб/км².  Було 737 помешкань (9/км²).
Расовий склад населення:
| - 84,4 % — білих - 9,4 % — чорних або афроамериканців - 0,7 % — корінних американців - 0,6 % — азіатів - 0,1 % — вихідців з тихоокеанських островів - 3,4 % — осіб інших рас |

До двох чи більше рас належало 1,5 %. Частка іспаномовних становила 5,1 % від усіх жителів.
За віковим діапазоном населення розподілялося таким чином: 23,9 % — особи молодші 18 років, 63,8 % — особи у віці 18—64 років, 12,3 % — особи у віці 65 років та старші. Медіана віку мешканця становила 36,2 року. На 100 осіб жіночої статі у місті припадало 99,0 чоловіків;  на 100 жінок у віці від 18 років та старших — 97,1 чоловіків також старших 18 років.
Середній дохід на одне домашнє господарство  становив 73 252 долари США (медіана — 48 000), а середній дохід на одну сім'ю — 89 416 доларів (медіана — 52 813). Медіана доходів становила 38 977 доларів для чоловіків та 28 558 доларів для жінок. За межею бідності перебувало 20,0 % осіб, у тому числі 28,3 % дітей у віці до 18 років та 7,4 % осіб у віці 65 років та старших.
Цивільне працевлаштоване населення становило 864 особи. Основні галузі зайнятості: роздрібна торгівля — 25,6 %, освіта, охорона здоров'я та соціальна допомога — 20,3 %, науковці, спеціалісти, менеджери — 9,1 %, виробництво — 7,6 %.